# Dentocorticium ussuricum
Dentocorticium ussuricum är en svampart som först beskrevs av Erast Parmasto, och fick sitt nu gällande namn av M.J. Larsen & Gilb. 1974. Dentocorticium ussuricum ingår i släktet Dentocorticium och familjen Polyporaceae.   Inga underarter finns listade i Catalogue of Life.